# Instytut Hodowli Winorośli Geilweilerhof

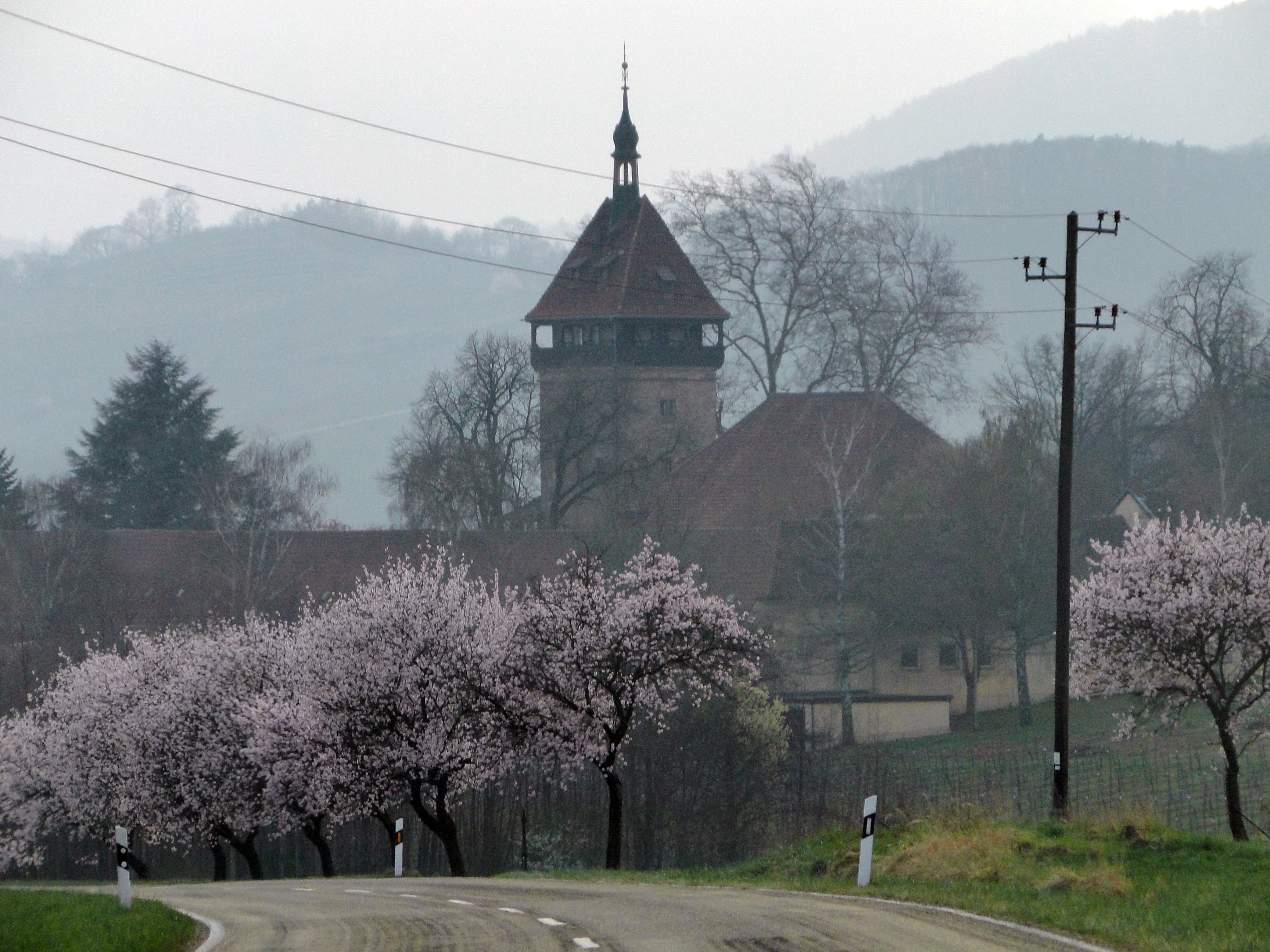
Geilweilerhof w okresie kwitnienia migdałowców

Instytut Hodowli Winorośli Geilweilerhof (Institut für Rebenzüchtung Geilweilerhof) – jednostka badawcza Instytutu Juliusa Kühna (niem. Julius Kühn-Institut), zajmującego się badaniem roślin uprawnych, na terenie Siebeldingen, niedaleko Landau in der Pfalz. Nazwa pochodzi od majątku Geilweilerhof, gdzie mieści się siedziba instytutu.

## Profil badawczy

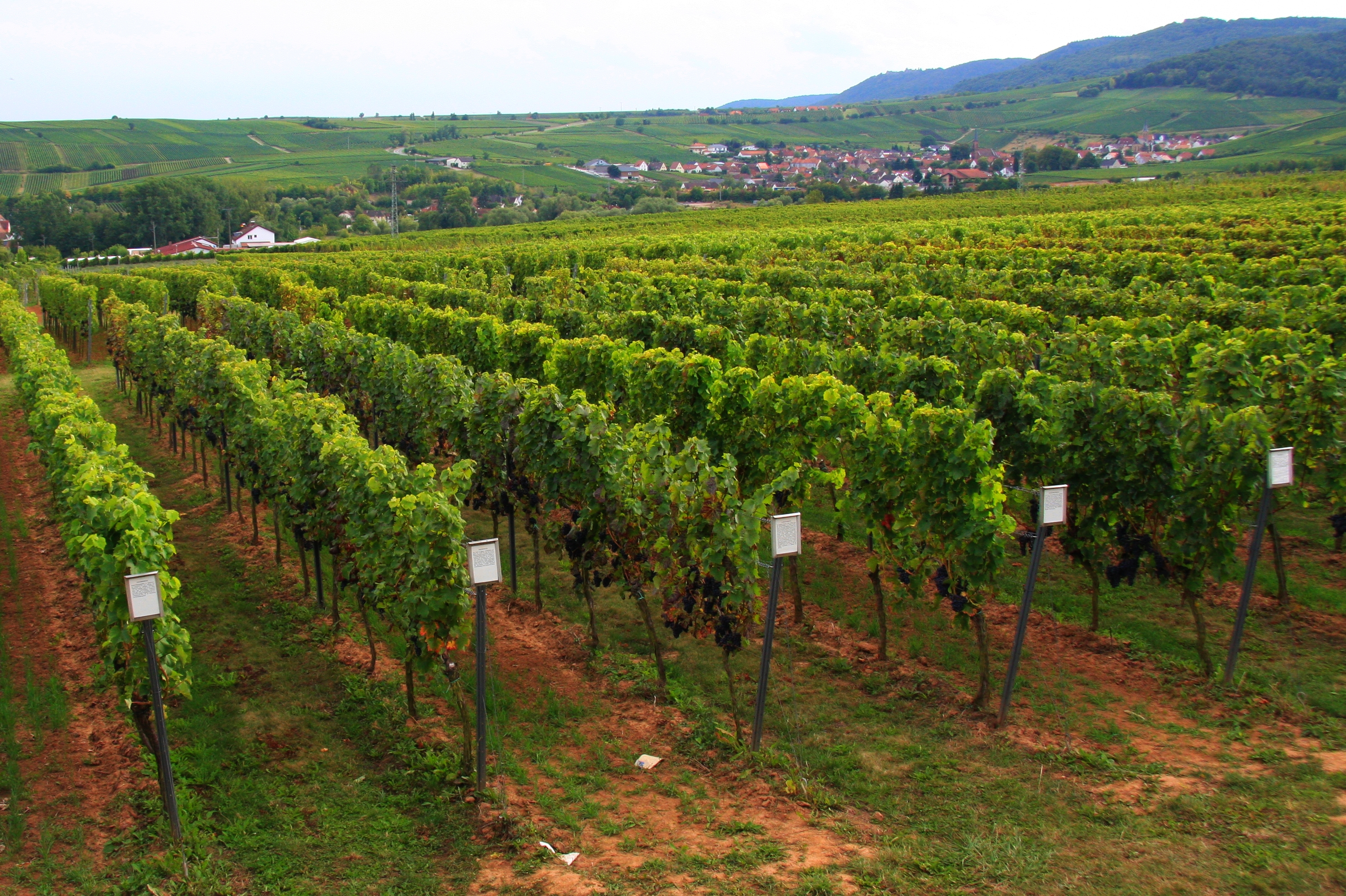
Poletko doświadczalne winorośli w Instytucie

Pracownicy instytutu zajmują się hodowlą i selekcjonowaniem nowych szczepów winorośli dostosowanych do klimatu Niemiec i o wysokiej odporności na szkodniki, choroby i czynniki środowiskowe. Od lat 70. XX wieku nacisk kładzie się na hodowlę odmian odpornych na choroby grzybowe, do których należą m.in. calandro, felicia, orion, phoenix, reberger, regent, sirius, staufer i villaris. Spośród nich największą popularność zdobył regent, uprawiany w 2011 na 2065 ha. Inne odmiany wyhodowane w Instytucie, nieodporne na mączniaka, to białe morio-muskat, bacchus i optima oraz czerwona domina.
Dobór odmian rodzicielskich do krzyżowania nowych szczepów jest dokonywany z wykorzystaniem markerów genetycznych. Pozwala to na wyższą trafność doboru i sprzyja uzyskaniu odmian łączących pożądane cechy rodziców. Markery wskazujące na odporność winorośli na mączniaka prawdziwego, rzekomego i filokserę zostały opublikowane i są odtąd w szerokim użyciu.
Wachlarz uprawianych odmian jest największy w Niemczech. Instytut prowadzi także publicznie dostępną bazę danych o szczepach winorośli (VIVC), rosnących w kolekcjach winorośli w 45 krajach. Na potrzeby zwiedzających urządzono ścieżkę dydaktyczną poświęconą winorośli i działalności instytutu.

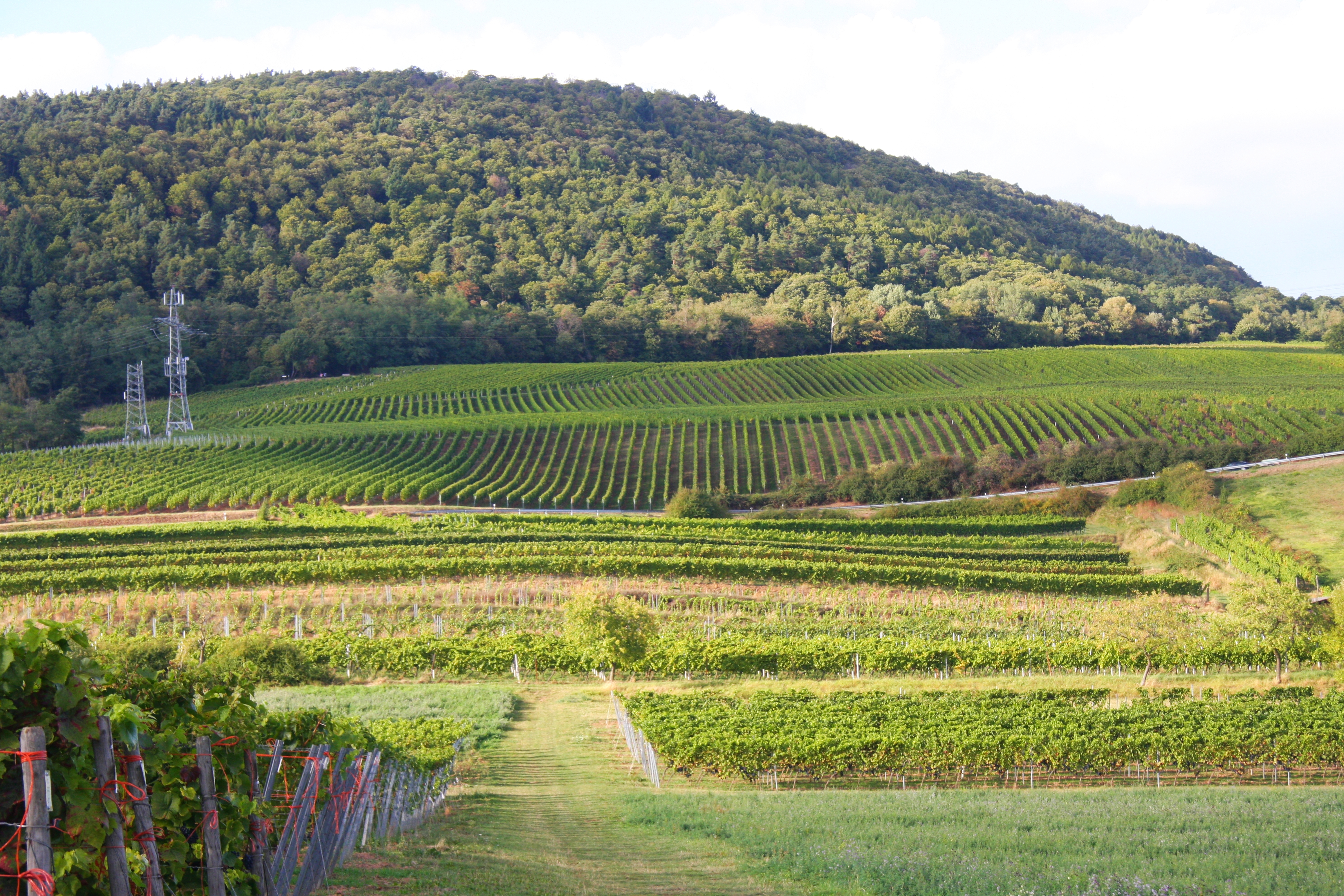
Kolekcja odmian i winnica doświadczalna

Działalność instytutu obejmuje również produkcję wina: urządzono dwie piwnice winne: doświadczalną i gospodarczą. W piwnicy doświadczalnej wytwarza się wina na niewielką skalę, niekiedy nawet z pojedynczych krzewów, natomiast w winnicy gospodarczej obróbce podlega surowiec z większych działek doświadczalnych. W ten sposób można ocenić przydatność gron z nowo wyhodowanych odmian przy zbiorach w różnym stadium dojrzałości. Wyroby winnicy gospodarczej są dostępne w sprzedaży na miejscu, zarówno dla osób zawodowo związanych z winiarstwem, jak i dla zwykłych konsumentów. 
Wraz z założeniem instytutu do Geilweilerhof przeniesiono wydział badań nad winiarstwem Instytutu Ochrony Roślin (Institut für Pflanzenschutz im Obst- und Weinbau) z Bernkastel-Kues.

## Historia
Folwark Geilweilerhof był kiedyś własnością opactwa Eußerthal i podlega ochronie konserwatorskiej. Po raz pierwszy nazwa została wzmiankowana w 1184. Podczas wojny chłopskiej dobra klasztorne zostały doszczętnie spalone, a tereny stały się własnością władców Palatynatu. Po rewolucji francuskiej obszar Palatynatu, w tym Geilweilerhof, przeszedł pod panowanie francuskie. Po pewnym czasie majątek został sprzedany w drodze licytacji prywatnym właścicielom. W 1895 Geilweilerhof nabył August Ludowici, producent cegieł (Ludowici Ziegelwerke), i wzorcowo go urządził, a we własnej winnicy podejmował próby hodowlane. W tym okresie powstała charakterystyczna wieża. Po stracie trzech synów podczas I wojny światowej August Ludowici zdecydował się podarować 12 listopada 1924 Geilweilerhof władzom regionu z przeznaczeniem na ośrodek badań nad winoroślą.

## Historia Instytutu Hodowli Winorośli
Historia Instytutu obejmuje dwa, założone niezależnie od siebie w latach 1926-1928, ośrodki badawcze. Jednym z nich była filia Bawarskiego Instytutu Winogrodnictwa, Sadownictwa i Ogrodnictwa (Bayerische Landesanstalt für Wein-, Obst- und Gartenbau) w majątku Geilweilerhof pod kierownictwem Petera Morio, drugim Kaiser-Wilhelm-Institut für Züchtungsforschung w Münchebergu, kierowany przez Erwina Baura. W 1926 r. Peter Morio rozpoczął nasadzenia w Geilweilerhof winorośli z próbnych krzyżowań. Dzięki tym badaniom powstały odmiany bacchus, domina, morio-muskat i optima. Przeważającą część nowych odmian stanowiły mieszańce międzygatunkowe, hodowane z nastawieniem na wysoką odporność na choroby. Kres pracom w Geilweilerhof przyniósł program „Reichsrebenzüchtung“ z 1937, wskutek którego badania nad odpornymi szczepami winogron powierzono placówkom w Münchebergu, Fryburgu Bryzgowijskim i w Geisenheim. Po II wojnie światowej Bernhard Husfeld założył „Forschungsinstitut für Rebenzüchtung“ – Instytut Badawczy Hodowli Winorośli i sprowadził do Siebeldingen najważniejsze odmiany hodowlane z Münchebergu, leżącego wówczas w Niemieckiej Republice Demokratycznej. Pierwszymi udanymi nowymi szczepami były siegfriedrebe i aris. Pomimo pewnych wad, do których należała niska plenność i podatność na choroby pochodzenia wirusowego, nowe odmiany udowodniły, że odporność i jakość mogą iść ze sobą w parze.
W 1970 kierownictwo nad instytutem objął Gerhardt Alleweldt, który pracował tam od 1956. W centrum działalności instytutu znalazły się szczepy odporne na choroby grzybowe. Badania zaowocowały szczepami castor i pollux, zarejestrowanymi w 1977, które jednak w niektórych latach nabierały niepożądanego posmaku truskawek (ze względu na zawartość furaneolu). W późniejszych latach udało się wyhodować nadające się do komercyjnej uprawy szczepy o wysokiej odporności na mączniaka i wysokiej jakości surowca. Wśród nich były białe phoenix, orion, sirius i staufer oraz regent, szczep o ciemnej skórce. Regent został w Niemczech najpopularniejszą nową odmianą odporną na choroby grzybowe, a do jego sukcesu przyczynił się również boom na czerwone wina w latach 80. XX wieku.
Od 1995 dyrektorem placówki jest Reinhard Töpfer. We współpracy z Rudolfem Eibachem wyhodowali m.in. szczepy felicia, villaris, reberger i calandro. W 1972 założono stowarzyszenie mecenasów i sympatyków instytutu (Gemeinschaft der Förderer und Freunde des Instituts für Rebenzüchtung Geilweilerhof e.V.), które wspiera działalność naukową. W 2008 Instytut został włączony w struktury Instytutu Juliusa Kühna.

## Centrum informacji naukowej (Fachinformationszentrum)
Instytut prowadzi liczne bazy danych poświęcone winogrodnictwu i winiarstwu. Vitis International Variety Catalogue (VIVC) jest obszerną bazą zawierającą informacje o ok. 21 000 odmianach winorośli. Deutsche Genbank Reben ma na celu zapewnienie dostępności puli genetycznej winorośli w Niemczech, ze szczególnym uwzględnieniem odmian lokalnych i ważnych dla hodowli. Jego europejskim odpowiednikiem jest baza danych Vitis, także prowadzona przez Instytut. Międzynarodowa baza danych Vitis-VEA gromadzi i kataloguje publikacje poświęcone winiarstwu, wśród których są publikacje dostępne w specjalistycznej bibliotece instytutu, a także pełne teksty starszych wydań angielskojęzycznego czasopisma wydawanego od 1957 w Geilweilerhof, VITIS - Journal of Grapevine Research.